# 오라녜나사우 여백작 루아나
엠마 루아나 니네테 조피(네덜란드어: Emma Luana Ninette Sophie, 2005년 3월 26일 ~ )은 네덜란드의 프리소 왕자와 그 아내 마벌 비서 스밋 사이에서 태어난 장녀로 베아트릭스 여왕의 손녀이다. 형제로 여동생 자리아가 있다. 아버지 요한 프리소가 마벌과 결혼하면서 왕위계승권을 포기했기 때문에 그 딸인 루아나에게도 네덜란드 왕위 계승권은 없다. 다만 조지 2세의 딸 앤이 오라녜나사우 왕실의 직계 선조이기 때문에 영국 왕위 계승권을 보유하고 있다.